# Жуковский, Николай Васильевич
Никола́й Васи́льевич Жуко́вский (1793, Челябинск — 1852, Санкт-Петербург) — государственный деятель, тайный советник, сенатор.
Принадлежал к старинному русскому дворянскому роду Жуковских, который внесён в VI и II части родословных книг Полтавской, Оренбургской и Тамбовской губерний.

## Биография
Родился 5 (16) декабря 1793 года (также годом рождения указывают 1794-й, без указания даты). Получил домашнее образование. Начинал службу в Челябинском уездном суде в чине губернского регистратора[уточнить], затем служил в канцелярии Оренбургского военного губернатора, позднее — дворянским заседателем в Челябинском земском суде.
В 1814—1816 гг. — челябинский уездный стряпчий в чине титулярного советника, затем служил в канцелярии сибирского генерал-губернатора, с 1818 г. — секретарь канцелярии, с 1821 г. — начальник отделения канцелярии сибирского генерал-губернатора, затем — управляющий канцелярией генерал-губернатора Западной Сибири, член совета при главном управлении Западной Сибирью, начальником 1-го отделения.
В 1823—1829 гг. — председатель Тобольского губернского правления, статский советник. С назначением 2 декабря 1832 года Оренбургским губернатором был произведён в действительные статские советники.

Оренбургская губерния по одному тому уже не должна забыть Николая Васильевича, что до его управления губерниею крестьяне, сдавая в Уфе и других рекрутских присутствиях наемников в рекруты, держали на сдачу от 100 до 300 р., а во время его управления издерживали только на бумагу и за письма 3 и 4 р.; в настоящее время это почти обыкновенное дело, но в тогдашнюю пору… была великая заслуга со стороны губернатора.— Кудрин Н. И. Вспоминая о Василии Григорьевиче Жуковском // Дореволюционный Челябинск в слове современников: Собр. текстов. — Челябинск, 1997.
С 19 апреля 1835 года — Волынский губернатор, с 21 марта 1837 года по 10 августа 1843 года — Калужский губернатор.
В 1843 году произведён в тайные советники и получил назначение губернатором в Санкт-Петербург.
С 8 апреля 1851 года — сенатор департамента герольдии Сената. Менее чем через год, 15 (27) марта 1852 года, он скончался. Был похоронен в Сергиевой пустыни.
Всю жизнь поддерживал связи с Челябинском, занимался благотворительностью (например, направлял деньги на содержание уездного училища). Владел домом отца, и в 1850 году значился в Челябинске старостой обывательского списка и церковным старостой.

### Семья
Отец — Василий Григорьевич Жуковский (1762, дер. Решетниково, Киевская губерния — 1840, Челябинск) — один из первых челябинских врачей, организатор здравоохранения. В 1784 окончил медицинскую школу при Санкт-Петербургском сухопутном госпитале, где и остался работать подлекарем. В 1786 Ж. приглашен С. С. Андреевским в экспедицию, в Челябинск, для изучения неизвестной болезни. Принял участие в эксперименте по самозаражению Андреевского, помог ему вылечиться. В 1788 по результатам работы на Урале получил звание лекаря. Ж. остался работать в Челябинске, в 1799 получил звание штаб-лекаря. Внес вклад в организацию борьбы с сибирской язвой. Автор книг «О лечении сибирской язвы» и «О сибирской язве». В 1828 Ж. организовал первую в Челябинске больницу. Будучи глубоко порядочным человеком, пользовался уважением всех горожан; дом его считался культурным центром города (сохранился до сих пор на ул. Труда, являясь старейшим подобным строением Челябинска, и, в связи с этим, объектом культурного наследия Российской Федерации).
Жена — Елизавета Николаевна (1803—1856).

## Награды
- медаль за 30 лет беспорочной службы (март 1838)
- Орден Святой Анны первой степени с императорской короной (1846).
- Орден Святого Владимира 3-й степени
- Ордена Святой Анны 2-й и 3-й степени
- Орден Святого Станислава 2-й степени